# Wolfstein (Neumarkt in der Oberpfalz, Siedlung)

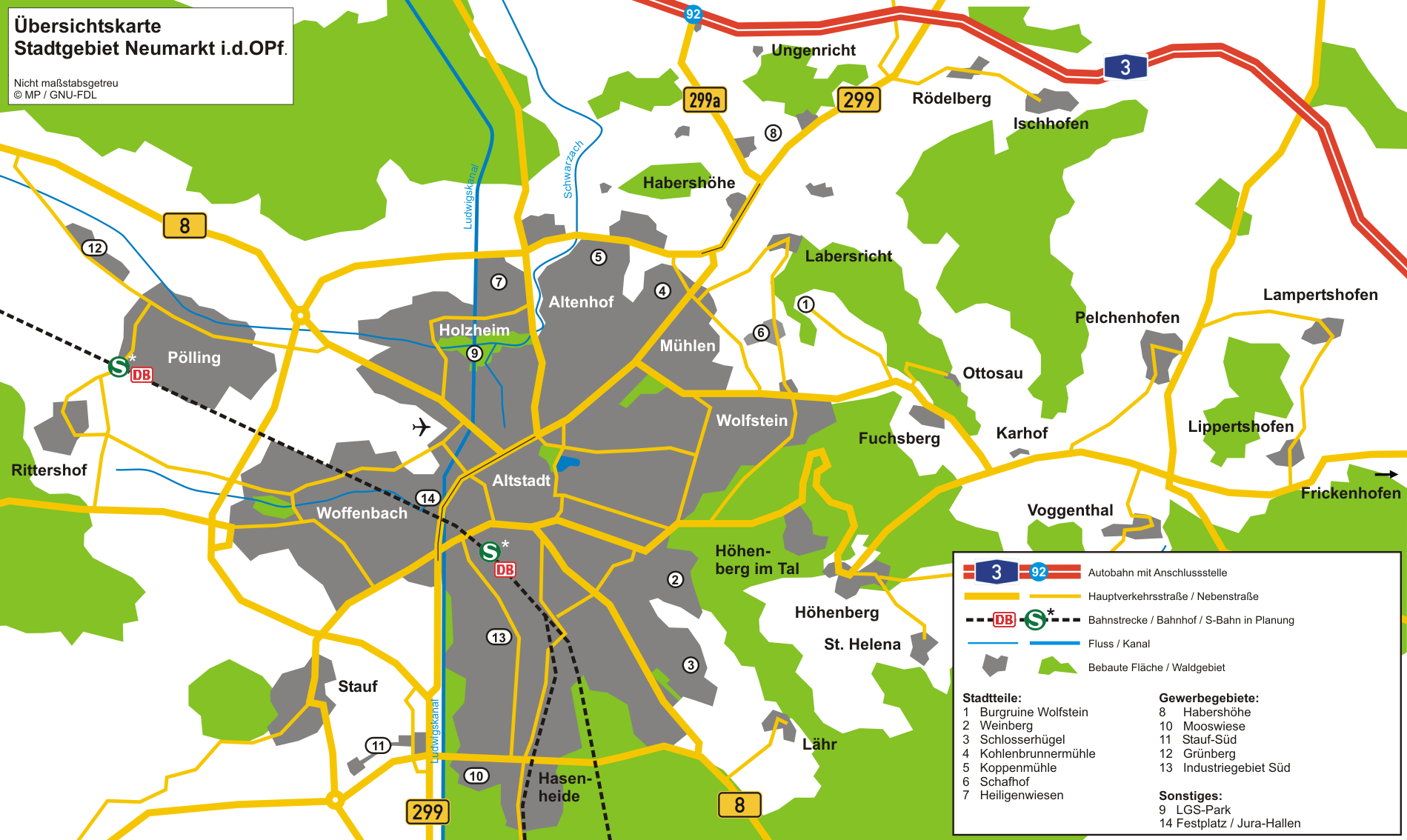
Stadtgebiet Neumarkt

Wolfstein ist ein Gemeindeteil der Großen Kreisstadt Neumarkt in der Oberpfalz in Bayern.
Die Siedlung liegt östlich des Hauptortes Neumarkt in der Oberpfalz, mit dem sie baulich verbunden ist, sie ist nicht identisch mit dem einen Kilometer weiter nördlich liegenden gleichnamigen Weiler. Die Siedlung Wolfstein liegt auf der Gemarkung Labersricht, nördlich des Ortes verläuft die Kreisstraße NM 4, südlich die Staatsstraße 2240.

## Geschichte
Die Siedlung Wolfstein entstand in der damaligen Gemeinde Labersricht in der Zeit nach dem Zweiten Weltkrieg. Die erste Nennung in einem Amtlichen Ortsverzeichnis erfolgte in der Ausgabe von 1952 als Wohnlager mit Baracken mit 234 Einwohnern. Es war damals der einwohnerstärkste Ort der 568 Einwohner zählenden Gemeinde, in dem auch die Schule war.
Die Siedlung Wolfstein hatte auch eine eigene Feuerwehr, die am 5. September 1949 gegründet wurde. Im Jahr 1966 kam es dann zum Zusammenschluss mit der Freiwilligen Feuerwehr Labersricht.